# Lúcio da Bretanha
Lúcio (galês: Lles ap Coel ) é um lendário rei dos bretões do século II e um santo tradicionalmente creditado com a introdução do Cristianismo na Britânia. Lúcio é mencionado pela primeira vez em uma versão do Liber Pontificalis do século VI, que diz que ele enviou uma carta ao papa Eleutério pedindo para ser cristão. A história se espalhou depois que foi repetida no século VIII por Beda, que acrescentou os detalhes de que, após Eleutério atender ao pedido de Lúcio, os britanos seguiram seu rei na conversão e mantiveram a fé cristã até a Perseguição de Diocleciano de 303. Os escritores posteriores expandiram a lenda, apresentando relatos de atividades missionárias sob Lúcio e atribuindo a ele o fundamento de certas igrejas.
Não há evidências contemporâneas para um rei com esse nome, e os estudiosos modernos acreditam que sua aparição no Liber Pontificalis é o resultado de um erro de escriba. No entanto, durante séculos, a história deste "primeiro rei cristão" foi amplamente acreditada, especialmente na Grã-Bretanha, onde foi considerada uma descrição precisa do Cristianismo entre os primeiros bretões. Durante a Reforma inglesa, a história de Lúcio foi usada na polêmica por católicos e protestantes; Os católicos consideravam a evidência da supremacia papal desde muito cedo, enquanto os protestantes a usavam para reforçar as reivindicações do primado de uma igreja nacional britânica fundada pela coroa.

## Teoria Revisionista
A visão agora ortodoxa de Lúcio foi contestada pelo arqueólogo David J. Knight educado na Universidade de Southampton, em seu livro 'King Lucius of Britain', onde Knight sugere que Abgar era rei de Edessa, não 'Britio', que era o nome local de um castelo em seu reino, Knight sugere que ele nunca seja chamado de Lúcio de Britio/Birtha em fontes contemporâneas, apenas Abgar de Edessa. Knight argumenta por aceitar a tradição antiga, que Lúcio que escreveu ao papa Eleutério era um governante britânico.

## Veneração em Chur
O lendário primeiro bispo de Chur e padroeiro dos Grisões (Suíça) também foi nomeado Lúcio , com quem o Lúcio britânico não deve ser confundido. É possível, no entanto,     que a menção de São Lúcio da Grã-Bretanha no Liber Pontificalis logo levou a uma identificação acadêmica do santo padroeiro de alguma forma informe com seu xará britânico mais proeminente. Suas supostas relíquias ainda são mantidas na catedral de Chur, embora haja pouca dúvida entre os estudiosos de que o bispado só foi estabelecido cerca de 150 anos depois que seu suposto fundador foi martirizado. 